# Gone to My Head
Gone to My Head je debutové album anglického hudebníka Andyho Bowna, pozdějšího člena Status Quo, vydané v roce 1972 u Mercury Records. Jeho producentem byl Jimmy Horowitz a hráli na něm mimo jiné kytarista Peter Frampton a bubeník Micky Waller. Na CD album poprvé vyšlo až v roce 2016 v jihokorejském vydavatelství Big Pink.

## Seznam skladeb
Hudbu složil Andy Bown, texty napsal Andy Bown s výjimkou písní „P.S. Get Lost“, „Eventually“ a „Etcetera, Etcetera“, které napsal Trevor Preston.
| Pořadí | Název                    | Délka |
| ------ | ------------------------ | ----- |
| 1.     | Pale Shadow              | 2:12  |
| 2.     | Gone to My Head          | 3:02  |
| 3.     | If My Love Wants to Know | 0:54  |
| 4.     | P.S. Get Lost            | 3:19  |
| 5.     | The Morning Leaves       | 3:37  |
| 6.     | Open Your Eyes           | 4:39  |
| 7.     | Oh James                 | 2:36  |
| 8.     | Eventually               | 5:17  |
| 9.     | Etcetera                 | 4:45  |
| 10.    | All the Same             | 2:00  |
| 11.    | Please Remember Me       | 3:20  |

## Obsazení
- Andy Bown – zpěv, kytara, klavír, varhany
- Peter Frampton – kytara
- Chris Belshaw – baskytara
- Micky Waller – bicí
- Jimmy Horowitz – klavír, aranžmá
- Caroline Attard – doprovodné vokály
- Lesley Duncan – doprovodné vokály
- Liza & Kay – doprovodné vokály